# Alberto Esquer Gutiérrez
Alberto Esquer Gutiérrez (Zapotlán el Grande, Jalisco; 7 de noviembre de 1978) es un político y abogado mexicano, miembro del partido Movimiento Ciudadano. Ha sido diputado federal y presidente municipal de Zapotlán el Grande, Jalisco.

## Biografía
Alberto Esquer Gutiérrez es licenciado en Derecho y tiene estudios de posgrado en Formación y Desarrollo Humano y en Derecho Constitucional y Amparo. Fue inicialmente miembro del Partido Acción Nacional y se desempeñó como asesor jurídico de la Diócesis de Ciudad Guzmán.
Inició su carrera en la administración pública en 2001 al ocupar la titularidad del Departamento Jurídico y Procuraduría a la Defensa del Menor y la Familia del DIF de Ciudad Guzmán y de ese año a 2003 fue director general del mismo DIF. De 2004 a 2006 fue secretario particular del secretario de Desarrollo Rural del gobierno de Jalisco y de 2006 a 2007 fue director general de política social de la Secretaría de Desarrollo Humano y de 2007 a 2008 ocupó el cargo de director de zonas prioritarias de la Secretaría de Desarrollo Rural.
En 2009 fue postulado candidato del PAN a diputado federal por el Distrito 19 de Jalisco; fue elegido a la LXI Legislatura de ese año al de 2012, en donde fue entre otros cargos, secretario de la comisión del Centro de Estudios Sociales y de Opinión Pública.
De 2012 a 2015 fue diputado al Congreso de Jalisco, periodo durante el cual renunció a su militancia en el PAN y se unió a Movimiento Ciudadano, partido que en 2015 lo hizo su candidato a presidente municipal de Zapotlán el Grande. Logrando el triunfo en la elección, asumió el cargo el 1 de octubre de 2015 y solicitó licencia al mismo a partir de 28 de marzo de 2018 para ser candidato a diputado federal nuevamente por el Distrito 19.
Fue elegido diputado a la LXIV Legislatura que comenzó el 1 de septiembre de 2018 y concluyó el 31 de agosto de 2021. El 24 de julio de 2018 fue anunciada su designación como futuro coordinador parlamentario de Movimiento Ciudadano en la Cámata de Diputados.
El 6 de diciembre de 2018 rindió protesta como titular de la Secretaría de Agricultura y Desarrollo Rural Jalisco. Dejó ese cargo el 27 de enero de 2021 para ocupar desde esa misma fecha, la Secretaría de Sistema de Asistencia Social (SSAS) de Jalisco, y concluyó funciones en esa plaza el 30 de noviembre de 2023. Al día siguiente fue sustituido por Fabiola Loya Hernández.